# The Fire Chief's Daughter
The Fire Chief's Daughter est un film muet américain réalisé par Francis Boggs et sorti en 1910.

## Fiche technique
- Titre : The Fire Chief's Daughter
- Réalisation : Francis Boggs
- Production : William Nicholas Selig
- Pays d'origine :  États-Unis
- Langue : Anglais
- Genre :
- Durée :
- Dates de sortie : 
  -  États-Unis : 30 juin 1910

## Distribution
- Kathlyn Williams